# All I Ever Wanted (Basshunter)
All I Ever Wanted är en singel av Basshunter från hans album Now You're Gone från 2008.

## Låtlista
- CD maxi-singel (1 augusti 2008)[1]

1. "All I Ever Wanted" (Radio Edit) – 2:59
2. "All I Ever Wanted" (Extended Mix) – 5:25
3. "All I Ever Wanted" (Fonzerelli Remix) – 6:39
4. "Now You're Gone" (Voodoo & Serano Remix) – 5:39

## Listplaceringar
| Lista (2008-2010)   | Högsta position |
| ------------------- | --------------- |
| Irland              | 1               |
| Storbritannien      | 2               |
| Norge               | 3               |
| Österrike           | 15              |
| Nya Zeeland         | 17              |
| Tyskland            | 35              |
| Belgien (Vallonien) | 36              |
| Schweiz             | 37              |
| Sverige             | 58              |
| Europa              | 10              |

## Certifikat
| Land                   | Certifikat | Certifierat antal/Försäljning |
| ---------------------- | ---------- | ----------------------------- |
| Danmark (IFPI Danmark) | Guld       | 45 000                        |
| Nya Zeeland (RMNZ)     | Platina    | 15 000                        |
| Storbritannien (BPI)   | Platina    | 600 000                       |